# Фахова спільнота
Фахова спільнота або Спільнота за Фахом (ФС) — це група людей, які «розділяють турботу або пристрасть до чогось, чим вони займаються, і вчаться робити це краще під час регулярного спілкування». Цю концепцію вперше запропонували когнітивний антрополог Жан Лаве та теоретик освіти Етьєн Венгер у своїй книзі 1991 року « Ситуаційне навчання» (Lave та Wenger, 1991). Згодом, Венгер значно розширив цю концепцію у своїй книзі 1998 року «Спільноти практики» (Wenger, 1998) .
ФС може розвиватися природним чином через спільний інтерес учасників до певної сфери або галузі, або ж вона може бути створена цілеспрямовано з метою отримання знань, пов'язаних з конкретною галуззю. Саме через процес обміну інформацією та досвідом з групою учасники вчаться один в одного і мають можливість розвиватися особисто і професійно (Lave та Wenger, 1991).
ФС можуть існувати у фізичному середовищі, наприклад: в обідній перерві на роботі, в польових умовах, на заводі чи деінде. Члени ФС не обов'язково повинні знаходитися разом, але вони утворюють «віртуальну фахову спільноту» (ВФС), коли співпрацюють в Інтернеті або в локальній мережі.
Фахові спільноти не є новим явищем: цей тип навчання існує з тих пір, поки люди навчаються та діляться своїм досвідом за допомогою розповідей. Це явище сягає корінням в американський прагматизм, особливо в концепцію К. С. Пірса про " спільноту дослідників " (Shields, 2003), а також у принцип Джона Дьюї навчання через професію (Wallace, 2007) .

## Огляд
Для Етьєна Венгера навчання є центральним для людської особистості . Головний фокус останніх робіт Венгера зосереджений на навчанні як соціальній участі — індивідуумі як активному учаснику практики соціальних спільнот і в створенні своєї ідентичності через ці спільноти (Wenger, McDermott та Snyder, 2002). У цьому контексті спільнота практиків — це група осіб, які беруть участь у громадській діяльності та відчувають/постійно створюють свою спільну ідентичність через залучення та внесок у практику своїх спільнот.
Структурні характеристики фахової спільноти знову переосмислюються до сфери знань, поняття спільноти та практики:
- Домен: Сфера знань створює спільну основу, надихає членів до участі, спрямовує їхнє навчання та надає сенс їхнім діям.
- Спільнота: Поняття спільноти створює соціальну структуру для навчання. Сильна спільнота сприяє взаємодії та заохочує бажання ділитися ідеями.
- Практика: У той час, як сфера є загальною сферою інтересів спільноти, практика є конкретним фокусом, навколо якого спільнота розвиває, ділиться і підтримує своє ядро знань.

У багатьох організаціях фахові спільноти стали невід'ємною частиною організаційної структури (McDermott та Archibald, 2010). Ці спільноти беруть на себе завдання управління знаннями, які раніше виконувалися більш формальними організаційними структурами. У деяких організаціях існують як офіційні, так і неформальні фахові спільньоти. Всередині організацій існує великий інтерес до заохочення, підтримки та спонсорства спільнот практиків, щоб отримати вигоду від спільних знань, які можуть призвести до підвищення продуктивності.  Зараз багато хто в бізнесі розглядає фахові спільноти як засіб для захоплення неявних знань або ноу-хау, які відносно важко сформулювати.
Важливим аспектом і функцією фахових спільнот є підвищення продуктивності організації. Lesser та Storck, (2001) визначити чотири сфери діяльності організації, на які можуть впливати спільноти практиків:
- Скорочення кривої навчання для нових співробітників
- Пришвидшення відгуку (реакції) на потреби та запити клієнтів
- Зменшення ʼперероблюванняʼ та запобігання «перевинаходженню колеса»
- Породження нових ідей для продуктів і послуг

## Типи

### Порівняно з функціональними або проектними командами
Методи співпраці відрізняються різними способами. Деякі з них знаходяться під організаційним контролем (наприклад, команди), інші, як ФС, є самоорганізованими або під контролем окремих осіб. Приклади того, як ці та інші типи співпраці різняться з точки зору їхнього тимчасового чи межового фокусу та основи стосунків їхніх учасників, див. Kietzmann та ін., (2013) .
Проектна команда відрізняється від фахової спільноти суттєвими ознаками:
- Команда проекту керується кінцевими результатами зі спільними цілями, етапами та результатами.
- Команда проекту збирається, щоб поділитися та обмінятися інформацією та досвідом так само, як це робить фахова спільнота, але членство в команді визначається завданням.
- Команда проекту зазвичай має визначених членів, які залишаються послідовними у своїх ролях протягом проекту.
- Команда проекту розпускається, коли її місія виконана.

На відміну від,
- Фахова спільнота часто створюється органічно і має стільки цілей, скільки членів цієї спільноти.
- Членство в спільноті визначається знаннями членів.
- Членство в ФС змінюється, і члени можуть виконувати нові ролі в спільноті, коли виникають інтереси та потреби.
- Фахова спільнота може існувати до тих пір, поки її члени вірять, що вони можуть щось внести в неї або отримати від цього користь.

### Відмінність від Спільнот за Інтересами
На додаток до розмежування між ФС та іншими типами організаційних об'єднань, що зустрічаються на робочому місці, в деяких випадках корисно відрізняти ФС від спільноти за інтересами:
Спільнота за інтересами
- Група людей, зацікавлених в обміні інформацією та обговоренні певної теми, яка їх цікавить.
- Члени не обов'язково є експертами чи практиками з теми, навколо якої сформувався дана спільнота.
- Мета спільноти за інтересами — створити місце, куди люди, які поділяють спільні інтереси, можуть піти та обмінятися інформацією, поставити запитання та висловити свою думку щодо теми.
- Членство не залежить від досвіду — потрібно лише зацікавитися предметом.

Фахова спільнота
- ФС, навпаки, є групою людей, які є активними практиками.
- Участь в ФС не підходить для тих, хто не практикує.
- Метою ФС, як обговорювалося вище, є надання способу для практиків обмінюватися порадами та найкращими практиками, ставити запитання своїм колегам і надавати підтримку один одному.
- Членство залежить від досвіду — потрібно мати принаймні деякий нещодавній досвід роботи в ролі або предметній сфері.

## Переваги

### Соціальний капітал
Вважається, що соціальний капітал є багатовимірним поняттям, що має як загальнонаціональний, так і індивідуальний аспекти (Bourdieu 1991). Тобто соціальний капітал може становити цінність як для окремої людини, так і для групи в цілому. Завдяки неформальним зв'язкам, які учасники будують у своїй спільноті практики, а також у процесі обміну досвідом, навчання в інших і участі в групі, члени, як кажуть, набувають соціального капіталу, особливо ті члени, які демонструють знання та досвід.

### Управління знаннями
Wasko та Faraj, (2000) описують три види знань: «знання як об'єкт», «знання, вбудовані в індивідів» і «знання, вбудовані в спільноту».. Фахові спільноти стали асоціюватися з пошуком, обміном, передачею та архівуванням знань, а також з явним «досвідом», або неявним знанням. Неявні знання вважаються тим цінним контекстним досвідом, який нелегко зафіксувати, кодифікувати та зберігати (Davenport та Prusak, 2000), див. також Hildreth & Kimble (2002).

Оскільки управління знаннями розглядається «насамперед як проблема захоплення, організації та пошуку інформації, викликаючи уявлення про бази даних, документи, мови запитів і інтелектуальний аналіз даних» (Thomas, Kellogg та Erickson, 2001), фахова спільнота, колективно та індивідуально, вважається багатим потенційним джерелом корисної інформації у формі фактичного досвіду; іншими словами, найкращі практики (best practices).
Таким чином, для управління знаннями фахова спільнота є одним із джерел контенту і контексту, який, якщо його кодифікувати, задокументувати і заархівувати, може бути доступним для подальшого використання.

## Фактори

### Фізичні особи
Вважається, що члени фахових спільнот є більш ефективними та дієвими розповсюджувачами інформації та досвіду. У той час як організації, як правило, надають посібники, щоб задовольнити потреби в навчанні своїх співробітників, ФС сприяють процесу розповіді історій серед колег, що, у свою чергу, допомагає їм зміцнити свої навички на роботі (Seely Brown та Duguid, 1991) .
Дослідження показали, що працівники витрачають третину свого часу на пошук інформації та в п'ять разів частіше звертаються до колеги, а не до прямого джерела інформації (книги, посібника чи бази даних) (Davenport та Prusak, 2000). Завдяки нараді з членами ФС економиться час. Члени спільноти володіють неявними знаннями, які може бути важко зберігати та отримувати ззовні. Наприклад, одна особа може поділитися найкращим способом вирішення ситуації на основі свого досвіду, що може допомогти іншій особі уникнути помилок і скоротити криву навчання. У ФС учасники можуть відкрито обговорювати та проводити мозковий штурм щодо проекту, що може призвести до нових можливостей. Тип інформації, якою обмінюються та вивчають у ФС, є безмежним (Dalkir, 2005). Duguid, (2005) пояснює різницю між неявним знанням, або знанням про те, як, і явним знанням, або знанням про що . Оптимальна робота вимагає вміння перетворювати теорію на практику. Фахові спільноти допомагають людині подолати розрив між знанням про те, що і як (Duguid, 2005).
Як члени фахових спільнот люди повідомляють про розширене спілкування з людьми (професіоналами, зацікавленими сторонами, любителями), меншу залежність від географічної близькості та генерування нових знань (Ardichvilli, Page та Wentling, 2003). Це передбачає, що взаємодія та спілкування відбуваються більш-менш природно й автоматично, коли люди збираються разом. Однак соціальні та міжособистісні фактори відіграють певну роль у взаємодії, і дослідження показують, що деякі люди охоче діляться або приховують знання та досвід від інших, оскільки їхні особисті знання пов'язані з їх професійною ідентичністю, посадою та стосунками з іншими.

#### Соціальна присутність
Спілкування з іншими учасниками фахової спільноти передбачає створення соціальної присутності . Tu, (2002) визначає соціальну присутність як «ступінь помітності іншої людини у взаємодії та, як наслідок, помітність міжособистісних стосунків» (стор. 38). Вважається, що соціальна присутність впливає на ймовірність того, що особа бере участь у ФС (особливо в онлайн-середовищі та віртуальних фахових спільнотах) (Tu, 2002). Керівництво фахової спільноти часто стикається з багатьма перешкодами, які заважають окремим особам брати участь в обміні знаннями. Деякі з причин цих бар'єрів — его і особисті напади, великі переважні ФС та обмеження часу (Wasko та Faraj, 2000) .

#### Мотивація
Мотивація ділитися знаннями має вирішальне значення для успіху в фахових спільнотах. Дослідження показують, що члени мотивовані стати активними учасниками ФС, коли вони розглядають знання як призначені для суспільного блага, як моральний обов'язок та/або як інтерес суспільства (Ardichvilli, Page та Wentling, 2003). Членів практикуючої спільноти також можна мотивувати до участі за допомогою таких методів, як матеріальна віддача (просування по службі, підвищення або бонуси), нематеріальна віддача (репутація, самооцінка) та інтереси спільноти (обмін знаннями, пов'язаними з практикою, взаємодія).

#### Співпраця
Співпраця є важливою для забезпечення процвітання фахових спільнот. Дослідження виявили, що певні фактори можуть вказувати на вищий рівень співпраці в обміні знаннями в бізнес-мережі (Sveiby та Simon, 2002). Свейбі та Сімонс виявили, що більш досвідчені колеги, як правило, сприяють більшій культурі співпраці. Крім того, вони відзначили, що вищий освітній рівень також передбачає тенденцію до співпраці.

## Культивування успішних Фахових Спільнот
Успіх фахової спільноти залежить від мети та завдань спільноти, а також від інтересів та ресурсів членів цієї спільноти. Венгер визначив сім кроків, які можна зробити для розвитку спільнот практик:
1. Створюйте спільноту для природного розвитку. Оскільки природа фахової спільноти є динамічною, тобто інтереси, цілі та члени спільноти можуть змінюватися, форуми фахових спільнот повинні бути розроблені таким чином, щоб підтримувати зміну фокусу.
2. Створюйте можливості для відкритого діалогу в межах спільноти та з зовнішніми перспективами — хоча члени та їхні знання є найціннішим ресурсом спільноти, також корисно зазирнути за межі спільноти, щоб зрозуміти різні можливості для досягнення своїх навчальних цілей.
3. Вітайте і допускайте різні рівні участі — Венгер виділяє 3 основні рівні участі:
  1. Основна група, яка бере активну участь у житті спільноти через дискусії та проекти. Ця група, як правило, бере на себе лідерські ролі в управлінні групою.
  2. Активна група, яка регулярно відвідує і бере участь, але не на рівні лідерів.
  3. Периферійна група, яка, будучи пасивними учасниками спільноти, все ж вчиться на їхньому рівні залученості. Венгер зазначає, що третя група зазвичай представляє більшість громади.
4. Розвивати як публічні, так і приватні громадські простори — хоча ФС зазвичай працюють у публічних просторах, де всі члени діляться, обговорюють і досліджують ідеї, вони також повинні пропонувати приватний обмін думками. Різні члени ФС можуть координувати взаємовідносини між членами та ресурсами в рамках індивідуального підходу, що базується на конкретних потребах.
5. Зосередьтеся на цінності спільноти — ФС повинні створювати можливості для учасників відкрито обговорювати цінність і продуктивність їхньої участі в групі.
6. Поєднувати знайомство і захоплення — спільноти повинні пропонувати очікувані можливості для навчання як частину своєї структури, а також можливості для членів спільно формувати свій навчальний досвід шляхом мозкового штурму та вивчення традиційної і радикальної мудрості, пов'язаної з їхньою темою.
7. Знайдіть і підтримуйте регулярний ритм для спільноти — спільноти повинні координувати процвітаючий цикл заходів і подій, які дозволяють членам спільноти регулярно зустрічатися, роздумувати і розвиватися. Ритм, або темп, повинен підтримувати очікуваний рівень залученості, щоб підтримувати активність спільноти, але не бути настільки швидким, щоб не стати громіздким і переважним за своєю інтенсивністю.(Wenger, McDermott та Snyder, 2002) .

## Історія
З часу публікації книги «Ситуативне навчання: Легітимна периферійна участь» (Lave та Wenger, 1991) , фахові спільноти опинилися в центрі уваги, спочатку як теорія навчання, а згодом як частина сфери управління знаннями. Огляд того, як ця концепція змінювалася з роками, див. у Hildreth and Kimble (2004). CCox, (2005) пропонує більш критичний погляд на різні способи інтерпретації терміну «фахова спільнота».

### Ранні роки
Щоб зрозуміти, як навчання відбувається поза класом, працюючи в Інституті досліджень навчання, Лейв і Венгер вивчали, як новачки або новачки в неформальних групах стають повноправними членами цих груп (Lave та Wenger, 1991). Лейв і Венгер вперше використали термін «фахові спільноти» для опису навчання через практику та участь, яке вони назвали «навчання на місці».
Структура громади була створена з часом через процес легітимної периферійної участі . Легітимація та участь разом визначають характерні способи приналежності до спільноти, тоді як периферійність та участь пов'язані з місцем розташування та ідентичністю в соціальному світі (Lave та Wenger, 1991) .
У своєму дослідженні Лейв і Венгер вивчали, як стажування допомагає людям вчитися. Вони виявили, що коли новачки приєднуються до вже сформованої групи чи спільноти, вони проводять деякий час, спочатку спостерігаючи і, можливо, виконуючи прості завдання на базових ролях, вивчаючи, як працює група і як вони можуть брати в ній участь (наприклад, учень-електрик буде спостерігати і вчитися, перш ніж виконувати будь-яку електричну роботу; спочатку він виконує невеликі прості завдання, а згодом — більш складні). Лейв і Венгер описали цей процес соціалізації як легітимну периферійну участь. Термін «фахова спільнота» — це група, про яку говорили Лаве і Венгер, яка має спільні інтереси і бажання вчитися і робити свій внесок у спільноту завдяки своєму різноманітному досвіду. (Lave та Wenger, 1991) .

### Пізні роки
У своїй пізнішій роботі Wenger, (1998) відмовився від концепції законної периферійної участі та замість цього використав ідею внутрішньої напруги в подвійності . Він виділяє чотири подвійності, які існують у фахових спільнотах: участь-перевтілення, спроектоване-емерджентне, ідентифікація-обговорюваність та локальне-глобальне, хоча дуальність участі-перевтілення була у фокусі особливого інтересу через її зв'язок з управлінням знаннями .
Він описує структуру ФС як таку, що складається з трьох взаємопов'язаних термінів: " взаємне залучення ", «спільне підприємство» та «спільний репертуар» (Wenger, 1998) .
- Взаємне залучення: по-перше, через участь у спільноті члени встановлюють норми та будують відносини співпраці; це називається взаємною залученістю. Ці відносини є зв'язками, які пов'язують членів спільноти разом як соціальне утворення.
- Спільне підприємство: по-друге, завдяки своїй взаємодії вони створюють спільне розуміння того, що їх об'єднує; це називається спільним підприємством. Спільне підприємство (повторно) обговорюється його членами, і його іноді називають «доменом» спільноти.
- Спільний репертуар: нарешті, як частина своєї практики, спільнота створює набір спільних ресурсів, який називається їхнім спільним репертуаром; це використовується в прагненні до спільного підприємства та може включати як буквальне, так і символічне значення.

## Суспільство і культура

### Приклади
Спільноти, які досліджували Лейв і Венгер, формувалися природним чином, коли практикуючі ремесла та діяльність, засновану на навичках, зустрічалися, щоб обмінятися досвідом і думками (Lave та Wenger, 1991) .
Лейв і Венгер спостерігали за ситуаційним навчанням у фаховій спільноті серед акушерок Юкатану, ліберійських кравців, інтендантів військово-морського флоту та м'ясорубів (Lave та Wenger, 1991), а також осіб, які займаються обробкою страхових претензій. (Wenger, 1998). Інші галузі також використовували концепцію ФС: пиклади включають освіту (Grossman, 2001) , соціолінгвістику, матеріальну антропологію, медичну освіту, вивчення другої мови (Kimble, Hildreth та Bourdon, 2008), парламентські бюджетні служби (Chohan, 2013), сектори охорони здоров'я та бізнесу, а також практику психічного здоров'я дітей. (АМБІТ).
Відомим прикладом фахових спільноти в організації є спільнота, що виникла навколо представників служби підтримки клієнтів Xerox, які ремонтували машини в польових умовах (Brown та Duguid, 2000) . Ці представники Xerox почали обмінюватися порадами та підказками щодо ремонту під час неформальних зустрічей за сніданком чи обідом. Зрештою, компанія Xerox побачила цінність такої взаємодії і створила проект Eureka, щоб дозволити цим взаємодіям поширюватися через глобальну мережу представників. За оцінками, база даних Eureka заощадила корпорації 100 мільйонів доларів.
Приклади великих віртуальних фахових спільнот включають:
- Вікіпедія
- Інформація про охорону здоров'я для всіх (HIFA)[en] (англ.)
- Альянс сталої санітарії (SuSanA)[en] (англ.)

## Подальше читання
- Barton, T; Tusting, K (2005). Beyond Communities of Practice: Language Power and Social Context. Cambridge University Press. ISBN 978-0-521-83643-2.
- Bourdieu, P. (1991). Language and symbolic power. Cambridge, Massachusetts: Harvard University Press.
- Chua, Alton (October 2002). Book Review: Cultivating Communities of Practice. Journal of Knowledge Management Practice.
- Duguid, Paul (2005). "The Art of Knowing": Social and Tacit Dimensions of Knowledge and the Limits of the Community of Practice. The Information Society. 21 (2): 109—118. doi:10.1080/01972240590925311. S2CID 6881436.
- Gannon-Leary, P.M. & Fontainha, E. «Communities of Practice and virtual learning communities: benefits, barriers and success factors» ELearning Papers 26 Sept 2007 [Accessed Nov 2007]
- Lesser, E.L., Fontaine, M.A. & Slusher J.A., Knowledge and Communities, Butterworth-Heinemann, 2000
- Nonaka, Ikujiro (1991). The knowledge creating company. Harvard Business Review. 69 (6 Nov–Dec): 96—104. Архів оригіналу за 25 листопада 2009.
- Roberts, Joanne (2006). Limits to Communities of Practice. Journal of Management Studies. 43 (3): 623—639. doi:10.1111/j.1467-6486.2006.00618.x. S2CID 153340083.
- Saint-Onge, H & Wallace, D, Leveraging Communities of Practice, Butterworth Heinemann, 2003.
- Smith, M.K. (2003). Communities of practice. The Encyclopedia of Informal Education.
- van Winkelen, Christine. Inter-Organizational Communities of Practice. Архів оригіналу за 8 лютого 2004.

Шаблон:Knowledge management
Шаблон:Social networking